# Episodi di NCIS: New Orleans (prima stagione)
La prima stagione della serie televisiva NCIS: New Orleans, composta da 23 episodi, è stata trasmessa in prima visione negli Stati Uniti d'America da CBS dal 23 settembre 2014 al 12 maggio 2015.
La stagione è stata preceduta da un backdoor pilot dal titolo La città della mezzaluna (Crescent City), parte dell'undicesima stagione della serie originaria NCIS - Unità anticrimine.
In Italia la stagione è trasmessa in prima visione da Rai 2 dal 13 aprile 2015 al 10 aprile 2016.
| nº | Titolo originale            | Titolo italiano               | Prima TV USA      | Prima TV Italia   |
| -- | --------------------------- | ----------------------------- | ----------------- | ----------------- |
| 1  | Musician Heal Thyself       | Non si sbaglia per sempre     | 23 settembre 2014 | 13 aprile 2015    |
| 2  | Carrier                     | Epidemia                      | 30 settembre 2014 | 13 aprile 2015    |
| 3  | Breaking Brig               | Casa dolce casa!              | 7 ottobre 2014    | 20 aprile 2015    |
| 4  | The Recruits                | Le reclute                    | 14 ottobre 2014   | 20 aprile 2015    |
| 5  | It Happened Last Night      | È successo ieri sera          | 21 ottobre 2014   | 27 aprile 2015    |
| 6  | Master of Horror            | Maestro dell'orrore           | 28 ottobre 2014   | 27 aprile 2015    |
| 7  | Watch Over Me               | Biospionaggio                 | 11 novembre 2014  | 5 maggio 2015     |
| 8  | Love Hurts                  | Amore virtuale                | 18 novembre 2014  | 5 maggio 2015     |
| 9  | Chasing Ghosts              | A caccia di fantasmi          | 25 novembre 2014  | 11 maggio 2015    |
| 10 | Stolen Valor                | Valore rubato                 | 16 dicembre 2014  | 11 maggio 2015    |
| 11 | Baitfish                    | Piccola esca                  | 6 gennaio 2015    | 18 maggio 2015    |
| 12 | The Abyss                   | Abissi                        | 13 gennaio 2015   | 18 maggio 2015    |
| 13 | The Walking Dead            | Il morto che cammina          | 3 febbraio 2015   | 25 maggio 2015    |
| 14 | Careful What You Wish For   | Vite perdute, vite salvate    | 10 febbraio 2015  | 25 maggio 2015    |
| 15 | Le Carnivale De La Mort     | Carnevale di morte            | 17 febbraio 2015  | 1º giugno 2015    |
| 16 | The Brother's Keeper        | Un fratello da accudire       | 24 febbraio 2015  | 1º giugno 2015    |
| 17 | More Now                    | L'ossessione                  | 10 marzo 2015     | 13 settembre 2015 |
| 18 | The List                    | La lista                      | 24 marzo 2015     | 20 settembre 2015 |
| 19 | The Insider                 | Colui che sa                  | 7 aprile 2015     | 4 ottobre 2015    |
| 20 | Rock-A-Bye-Baby             | Fa' la nanna piccolina        | 14 aprile 2015    | 18 ottobre 2015   |
| 21 | You'll Do                   | Lo farai tu                   | 28 aprile 2015    | 25 ottobre 2015   |
| 22 | How Much Pain Can You Take? | Quanto dolore puoi sopportare | 5 maggio 2015     | 1º novembre 2015  |
| 23 | My City                     | La mia città                  | 12 maggio 2015    | 10 aprile 2016    |

## Non si sbaglia per sempre
- Titolo originale: Musician Heal Thyself
- Diretto da: Michael Zinberg
- Scritto da: Jeffrey Lieber

### Trama
La squadra del NCIS di New Orleans, guidata dall'Agente Speciale Dwayne Cassius "King" Pride deve far luce sulla scomparsa di un giovane sottoufficiale della Marina Militare convinto ad arruolarsi dallo stesso Pride in passato. Nel frattempo l'Agente Brody cerca di ambientarsi nella nuova città.

## Epidemia
- Titolo originale: Carrier
- Diretto da: James Whitmore Jr
- Scritto da: Gary Glasberg

### Trama
Un militare in libera uscita viene investito da una macchina e rimane ucciso e l'autopsia rivela che era affetto da peste bubbonica. Durante le indagini, a supporto della squadra arriva l'Agente Speciale Anthony DiNozzo.
- Nota. In una scena compare Abigail "Abby" Sciuto la specialista della serie NCIS - Unità anticrimine.

## Casa dolce casa!
- Titolo originale: Breaking Brig
- Diretto da: Tony Wharmby
- Scritto da: Laurie Arent

### Trama
La squadra è alla ricerca di tre prigionieri di un carcere militare fuggiti in seguito allo schianto del bus che li stava trasportando. Le indagini portano alla luce che uno di loro è un pericoloso criminale e una minaccia per la sicurezza nazionale. In soccorso agli agenti di New Orleans arrivano Gibbs e Vance.

## Le reclute
- Titolo originale: The Recruits
- Diretto da: Oz Scott
- Scritto da: Sam Humphrey

### Trama
Durante una festa in un college viene ucciso un Navy SEAL che viene in seguito ritrovato morto nella camera da letto della ragazza con cui aveva passato la notte. La squadra deve far luce sul motivo per cui l'agente è stato ucciso e sul motivo della sua presenza alla festa. Intanto compare per la prima volta Laurel, la figlia di King.

## E successo ieri sera
- Titolo originale. It Happened Last Night
- Diretto da: Arvin Brown
- Scritto da: Jack Bernstein

### Trama
Il team è impegnato in una corsa contro il tempo per salvare la vita alla moglie di un ufficiale delle forze speciali ucciso. Gli agenti hanno soltanto 22 ore per salvare la vita della donna, prima che i rapitori decidano di ucciderla.

## Maestro dell'orrore
- Titolo originale: Master of Horror
- Diretto da: Terrence O'Hara
- Scritto da: Scott D. Shapiro

### Trama
La città di New Orleans è pronta a festeggiare l'imminente Halloween quando in un cimitero viene trovato il cadavere di un ufficiale di stato maggiore, vestito con abiti del periodo vittoriano e con strani segni sul collo, simili a un morso di vampiro. La squadra di Pride indaga.

## Biospionaggio
- Titolo originale: Watch Over Me
- Diretto da: James Hayman
- Scritto da: David Appelbaum

### Trama
Il team del NCIS indaga sulla morte di un ufficiale che lavorava a un progetto top secret e che fungeva da legame con uno sviluppatore privato. Intanto Pride trasforma un garage in un negozio d'auto e lavora con orgoglio alla sua prima automobile che non ha mai fatto utilizzare alla moglie.

## Amore virtuale
- Titolo originale: Love Hurts
- Diretto da: Michael Pressman
- Scritto da: Jack Bernstein

### Trama
La squadra indaga sulla morte di un sottufficiale della marina ritrovato morto con un anello di fidanzamento e con la bozza di una proposta di matrimonio addosso. Il caso prende una piega inaspettata quando risulta impossibile localizzare la sua presunta fidanzata.

## A caccia di fantasmi
- Titolo originale: Chasing Ghosts
- Diretto da: James Whitmore Jr
- Scritto da: Jonathan L. Kidd e Sonya Winton

### Trama
In seguito al ritrovamento della pistola di un ufficiale della marina morto ben quarant'anni prima la squadra riapre il caso archiviato come suicidio. La dottoressa Wade è particolarmente coinvolta nel caso in quanto in passato aveva a lungo tentato, senza riuscirvi, di identificare l'assassino. Nel frattempo la squadra si prepara a festeggiare come ogni anno il Ringraziamento insieme.

## Valore rubato
- Titolo originale: Stolen Valor
- Diretto da: Dennis Smith
- Scritto da: Laurie Arent

### Trama
La squadra deve indagare sull'omicidio di un Navy Seal ormai in pensione che aveva come strano hobby quello di dare la caccia agli impostori che si spacciavano per eroi di guerra decorati.

## Piccola esca
- Titolo originale: Baitfish
- Diretto da: Leslie Libman
- Scritto da: Jeffrey Lieber

### Trama
Un'esplosione al galà di beneficenza della Marina uccide due persone e ferisce gravemente Orion, il nuovo fidanzato di Laurel. La squadra di New Orleans indaga sul caso e scopre che il vero obiettivo della bomba era proprio Pride e che il colpevole potrebbe essere legato a un vecchio caso dell'agente. Dwayne va quindi a rintracciare Paul Jenks, criminale che aveva collaborato con lui per sgominare il Sindacato Broussard.

## Abissi
- Titolo originale: The Abyss
- Diretto da: Terrence O'Hara
- Scritto da: Sam Humphrey

### Trama
La squadra indaga sull'omicidio di due ricercatori avvenuto in alto mare. La principale sospettata è la figlia di un ammiraglio presente sulla barca al momento degli omicidi e misteriosamente scomparsa. In aiuto alla squadra arriva l'agente Abigail Borin della Guardia Costiera.

## Il morto che cammina
- Titolo originale: The Walking Dead
- Diretto da: Edward Ornelas
- Scritto da: David Appelbaum

### Trama
Un comandante della Marina si rivolge a Pride e alla sua squadra per aiutarlo a catturare il colpevole del suo imminente omicidio in quanto il suo corpo è stato avvelenato esponendolo a una massiccia e letale dose di radiazioni.

## Vite perdute, vite salvate
- Titolo originale: Careful What You Wish For
- Diretto da: James Hayman
- Scritto da: Scott D. Shapiro

### Trama
Un agente del NCIS viene ucciso durante l'organizzazione della sicurezza del Vice Comandante delle Operazioni Navali. Pride e la squadra vengono incaricati di capire se l'omicidio possa avere un legame con il Vice Comandante o se era qualcun altro nel mirino dell'assassino. Intanto Brody viene messa sotto indagine e i fantasmi del suo passato tornano a tormentarla.

## Carnevale di morte
- Titolo originale: Le Carnivale del la Mort
- Diretto da: Tony Wharmby
- Scritto da: Jonathan I. Kidd e Sonya Winton

### Trama
Durante i festeggiamenti del carnevale viene ritrovato il cadavere di un Marine e la squadra si trova a dover far luce sull'omicidio proprio durante il trambusto provocato dal Mardi Gras. Nel frattempo Pride scopre che la figlia Laurel ha incominciato a frequentare Cassius, suo nonno, rinchiuso in prigione. Nonostante un iniziale dissenso, Dwayne accetta che i due si conoscano meglio e decide di non raccontare alla figlia i trascorsi del padre.
- Altri interpreti: Stacy Keach (Cassius)

## Un fratello da accudire
- Titolo originale: My Brother's Keeper
- Diretto da: Oz Scott
- Scritto da: Christopher Ambrose, Jonathan I. Kidd e Sonya Winton

### Trama
Una donna che lavora nella marina viene assassinata e la squadra si trova a dover comprendere se le motivazioni dell'omicidio siano legate al suo lavoro o alla sua attività di madre adottiva di due ragazzini, di cui il più grande con un passato difficile. Intanto Christopher è preoccupato per le condizioni di salute del fratello Cade che ha ospitato a casa sua.

## L'ossessione
- Titolo originale: More Now
- Diretto da: Bethany Rooney
- Scritto da: Christopher Silber

### Trama
Pride continua a dare la caccia a Piccola Esca, dato che ha quasi ucciso sua figlia e Orion nell'attentato per conto dei Broussard, il killer ha ucciso un medico, il dottor Freddy Barlow, quindi l'NCIS cerca di capire quale possa essere il collegamento tra il killer e la vittima. Patton scopre che il medico e Piccola Esca stavano mettendo in piedi un giro di spaccio di ossicodone, Pride chiede informazioni a Sonja Percy, un agente dell'ATF che lavora in incognito. Pride capisce che non è stato Frank Broussard a commissionare il suo omicidio, purtroppo però Frank viene ucciso all'interno del penitenziario. Pride comprende che Piccola Esca vuole creare un impero del crimine, ma non capisce dove stia trovando le risorse, dunque è ovvio che ha un complice che lo sta aiutando, infine si scopre che il suo complice è Sasha Broussard, la sua amante, la quale non voleva realmente mettere le distanze dall'impero criminale della famiglia, ma assumerne in controllo.

## La lista
- Titolo originale: The List
- Diretto da: Michael Zinberg
- Scritto da: Laurie Arent

### Trama
Un marine viene ritrovato morto in uno strip club, quindi Pride e la sua squadra incominciano a indagare sull'omicidio, e scoprono che l'arma usata per ucciderlo è la stessa usata in altri due omicidi irrisolti. Stando a quanto diceva una delle spogliarelliste, il marine morto era un po' violento, inoltre Pride e la sua squadra scoprono che anche le altre due vittime erano soggetti poco raccomandabili, quindi capiscono che l'assassino è un giustiziere. Intanto Brody ha la visita del suo ex fidanzato, un giornalista, e tra i due si riaccende subito la passione. Risalendo a del muschio che hanno trovato nell'impronta lasciata dal killer, Pride va in un covo di senzatetto, e trova un murale dove sono scritti i nomi delle vittime, infatti le persone che vogliono giustizia scrivono lì il nome nella speranza che il killer uccida la persona interessata. Poi leggono un altro nome, la prossima vittima, che a quanto pare è stato sospettato per l'omicidio di un ragazzo perché litigavano per la stessa donna, ma fu prosciolto dalle accuse, Pride comprende che è stata la madre del ragazzo, Mama T, a scrivere quel nome, e capisce che lei conosce la vera identità dell'assassino. Pride e gli altri agenti dell'NCIS fanno delle indagini e scoprono che il presunto assassino del figlio di Mama T è gay, quindi è impossibile che lo abbia ucciso per una ragazza, quindi è innocente e, dunque, capendo di aver indirizzato il killer verso una persona innocente, Mama T rivela a Pride il suo nome, infatti il killer era uno dei senzatetto, che viene arrestato.

## Colui che sa
- Titolo originale: The Insider
- Diretto da: James Whitmore Jr
- Scritto da: David Appelbaum e Scott D. Shapiro

### Trama
Un marine muore per un attacco cardiaco in un aeroporto, quindi Loretta lo porta nell'ufficio del coroner, aiutata da Sebastian e dal suo assistente Danny. Un uomo, Marcus Martel, pretende il corpo dell'uomo, naturalmente Loretta non lo permette, quindi Marcus prende lei, Sebastian e Danny in ostaggio. Marcus spara a una guardia giurata, ferendolo, e spara pure a Danny, il quale rischia di morire se non verrà operato. Pride e la sua squadra, insieme con l'esercito e l'FBI, cerca di ragionare con Marcus, il quale fa estrarre dal corpo del marine una chiavetta USB, dove sono trascritte informazioni militari. Marcus vuole scoprire come sia morto suo fratello minore, anche lui era un soldato, e spera di trovare nella chiavetta le informazioni che cerca, ma purtroppo è criptata. Pride entra nell'edificio, Marcus prende pure lui come ostaggio, Pride lo convince a rilasciare Sebastian e Danny, il quale viene portato in ospedale. Pride, grazie all'aiuto di Patton, è riuscito a entrare in possesso del file sulla morte del fratello di Marcus, lui e la sua unità stavano lavorando con dei liberalisti che apparentemente volevano rovesciare il governo siriano, ma poi li tradirono, uccidendoli. Dopo averlo calmato, Pride convince Marcus ad arrendersi, poi l'esercito e l'FBI arrestano Marcus per sequestro e furto di materiale militare. Pride va a trovare Loretta, la quale è in ospedale insieme con Danny, le cui condizioni si sono stabilizzate.

## Fa' la nanna piccolina
- Titolo originale: Rock-a-Bye-Baby
- Diretto da: Elodie Keene
- Scritto da: Jonathan I. Kidd e Sonya Winton

### Trama
La bambina di una coppia gay viene rapita, quindi Pride e l'NCIS si mettono sulle sue tracce, in un primo momento credevano che la responsabile fosse la spia di un governo straniero con la quale uno dei due papà ebbe una relazione, ma lei si dichiara innocente. Poi scoprono che il responsabile è Phil Burke, ha rapito la piccola perché lui e la moglie persero la loro, decisero di adottarne un'altra, ma le agenzie adottive non erano propense a collaborare, quindi lui ha rapito la figlia di un'altra coppia. Pride e la sua squadra trovano la moglie di Phil con in braccio la piccola, la donna riconsegna la bambina, mentre Phil viene arrestato.

## Lo farai tu
- Titolo originale: You'll Do
- Diretto da: Alrick Riley
- Scritto da: Sam Humphrey

### Trama
Cade, il fratello di Christopher, lo chiama nel cuore della notte e gli fa vedere il cadavere della sua fidanzata nel bagagliaio della sua auto, morta per strangolamento, lui crede di averla uccisa, quindi Christopher chiama Pride per chiedergli aiuto, ma lui si sente a disagio dato che questo non è un caso di competenza dell'NCIS. Il caso verrà seguito dal capitano del corpo di polizia di New Orleans Jim Messier, che accetta la collaborazione di Pride. Tutto fa supporre che sia Cade l'assassino per via del suo disturbo bipolare e anche perché afferma di non ricordare nulla, ma Loretta e Sebastian scoprono che Cade era stato drogato con una sostanza altamente debilitante anche a livello motorio rendendo di fatto per Cade impossibile strangolare la vittima, dunque Cade è innocente, infatti l'assassino è il barista che aveva servito da bere a lei e a Cade, con la complicità della sua ragazza. Dopo aver capito che sono colpevoli Brody li uccide entrambi e Cade viene scagionato.

## Quanto dolore puoi sopportare
- Titolo originale: How Much Pain Can You Take?
- Diretto da: Terrence O'Hara
- Scritto da: Christopher Silber e Christopher Ambrose

### Trama
Savannah, la fidanzata di LaSalle, viene uccisa da Piccola Esca, quindi Pride decide di dare la caccia al criminale e vendicare la morte della fidanzata dell'amico. Piccola Esca uccide dei poliziotti usando dei proiettili speciali fatti con metalli misti, ormai illegali, inoltre cerca di derubare il camion della società di Sasha Broussard, lui voleva appropriarsi di alcuni gioielli provenienti dal Medio Oriente. Piccola Esca poi si costituisce alle autorità, il procuratore si accorda con lui, Piccola Esca passerà solo cinque anni in prigione, in cambio delle informazioni che darà su Sasha. Brody e LaSalle scoprono che il criminale era in possesso di banconote false, e ciò, unito ai proiettili e ai gioielli, fa capire che Sasha, con la sua compagnia navale che ha contatti con la marina, sta contrabbandando di tutto. Sasha viene arrestata, mentre Piccola Esca, dopo un agguato, viene ucciso.

## La mia città
- Titolo originale: My City
- Diretto da: James Hayman
- Scritto da: Jeffrey Lieber

### Trama
Dopo l'assassinio di Paul Jenks, il team capisce che il criminale era in contatto con un pericoloso gruppo di terroristi africani. Durante le indagini si scopre anche che Jim Messier è in realtà un traditore, in combutta con Sasha Broussard. Dopo averlo arrestato, Pride riesce a sventare un attacco terroristico e a sgominare i terroristi africani.
Al termine della vicenda Sonja Percy, agente dell'ATF che ha collaborato con Pride e il team durante la caccia a Piccola Esca, chiede di potersi unire alla squadra venendo accolta a braccia aperte da Pride.
Dwayne si convince finalmente a scrivere una lettera per aiutare il padre a uscire di prigione, dopo che questi lo ha aiutato nelle indagini per salvare la sua città.